# Escapism (Raye)
Escapism è un singolo della cantautrice britannica Raye, pubblicato il 12 ottobre 2022 come terzo estratto dal primo album in studio My 21st Century Blues.

## Descrizione
Il brano, che conta la partecipazione della rapper statunitense 070 Shake, ha iniziato a ricevere popolarità grazie alla piattaforma TikTok circa un mese dopo la pubblicazione.

## Video musicale
Il video musicale, diretto dalla stessa interprete in collaborazione con Otis Dominique, è stato reso disponibile su YouTube il 9 novembre 2022.

## Tracce
Testi e musiche di Rachel Keen, Danielle Balbuena e Mike Sabath.
Download digitale
1. Escapism. (feat. 070 Shake) – 4:32
2. The Thrill Is Gone – 3:19

Download digitale – Sped Up
1. Escapism. (feat. 070 Shake) (Sped Up) – 4:32

Download digitale – Live at Metropolis
1. Escapism. (feat. 070 Shake) (Live at Metropolis) – 4:10

Download digitale – Slowed Down
1. Escapism. (feat. 070 Shake) (Slowed Down) – 4:47

## Successo commerciale
Escapism ha debuttato nella classifica britannica dei singoli al 31º posto nella pubblicazione del 1º dicembre 2022 con 11 612 unità di vendita, segnando la decima top forty per Raye e la prima per 070 Shake. La settimana seguente è salito alla 6ª posizione con altre 27 972 unità, divenendo la prima top ten da solista per la cantante e la quarta in generale. Nella sua terza settimana si è imposto al 2º posto grazie a 43 895 unità, bloccato alla vetta da All I Want for Christmas Is You di Mariah Carey. Al termine del periodo natalizio, nella pubblicazione del 12 gennaio 2023 è salito in cima alla classifica con 45 570 unità di cui 801 download digitali e 44 769 ricavate dagli stream, regalando ad entrambi gli artisti il loro primo numero uno in territorio britannico.
Il singolo ha segnato il primo ingresso per ambedue gli artisti nella Billboard Hot 100 statunitense, dov'è entrato al 100º posto nella pubblicazione del 17 dicembre 2022 grazie a 6,2 milioni di riproduzioni in streaming.

## Classifiche

### Classifiche settimanali
| Classifica (2022-23) | Posizione massima |
| -------------------- | ----------------- |
| Australia            | 3                 |
| Austria              | 4                 |
| Belgio (Fiandre)     | 18                |
| Belgio (Vallonia)    | 26                |
| Bulgaria             | 3                 |
| Canada               | 9                 |
| Croazia              | 21                |
| Danimarca            | 1                 |
| Finlandia            | 3                 |
| Francia              | 35                |
| Germania             | 3                 |
| Grecia               | 2                 |
| India                | 8                 |
| Irlanda              | 1                 |
| Islanda              | 8                 |
| Israele              | 28                |
| Italia               | 59                |
| Lettonia             | 7                 |
| Libano               | 3                 |
| Lituania             | 5                 |
| Lussemburgo          | 5                 |
| Medio Oriente        | 4                 |
| Norvegia             | 4                 |
| Nuova Zelanda        | 2                 |
| Paesi Bassi          | 4                 |
| Polonia              | 10                |
| Portogallo           | 10                |
| Regno Unito          | 1                 |
| Repubblica Ceca      | 3                 |
| Singapore            | 8                 |
| Slovacchia           | 2                 |
| Stati Uniti          | 22                |
| Svezia               | 4                 |
| Svizzera             | 6                 |
| Ungheria             | 7                 |

### Classifiche di fine anno
| Classifica (2023) | Posizione |
| ----------------- | --------- |
| Australia         | 10        |
| Austria           | 41        |
| Bulgaria          | 6         |
| Canada            | 12        |
| Danimarca         | 30        |
| Francia           | 198       |
| Germania          | 24        |
| Islanda           | 11        |
| Norvegia          | 17        |
| Paesi Bassi       | 19        |
| Polonia           | 88        |
| Portogallo        | 46        |
| Regno Unito       | 3         |
| Svezia            | 49        |
| Svizzera          | 24        |
| Classifica (2024) | Posizione |
| Regno Unito       | 87        |